# Національний архів Японії
Націо́нальний архі́в Японії (яп. 【国立公文書館』, こくりつこうぶんしょかん, кокуріцу кобуншьо-кан） — центральний державний архів Японії. Також — Державний архів Японії.

## Короткі відомості
Розташований в токійському районі Чійода, на території колишнього замку Едо. Заснований 1971 року при адміністрації прем'єр-міністра Японії. З 2001 року, після набуття чинності закону Японії про Національний архів від 2000 року, став незалежним адміністративним інститутом під егідою Кабінету Міністрів. Зберігає близько 545 тисяч документів з історії Японії та Азії, надає їх для перегляду дослідникам та простим громадянам. Містить оригінали Імператорських рескриптів, законодавчих актів, конституцій Японії нового і новітнього часу, а також бібліотеки академії Шьохедзака та Кабінету Міністрів Японії.